# Wilhelm Genazino
Compléments
Wilhelm Genazino, né le 22 janvier 1943 à Mannheim et mort le 12 décembre 2018, est un écrivain allemand.

## Biographie
Dans les années 1960, il étudie l'allemand, la philosophie et la sociologie à l'Université Johann Wolfgang Goethe de Francfort-sur-le-Main. Il travaille comme journaliste jusqu'en 1965. Durant cette période, il collabore notamment avec le magazine satirique Pardon et co-dirige le magazine Lesezeichen. À partir de 1970, il travaille comme auteur indépendant. En 1977, il réalise une percée en tant qu'écrivain sérieux avec sa trilogie Abschaffel. En 1990, il devient membre de l'Académie des langues et de la poésie de Darmstadt. Après avoir vécu longtemps à Heidelberg, Genazino déménage à Francfort en 2004. La même année, il reçoit le prix Georg Büchner, le prix le plus prestigieux de la littérature allemande.

## Œuvres traduites en français
- Un Parapluie pour ce jour-là, [« Ein Regenschirm für diesen Tag »], trad. d'Anne Weber, Paris, Christian Bourgois Éditeur, coll. « Littérature étrangère », 2002, 219 p.  (ISBN 2-267-01637-0)
- Un Appartement, une femme, un roman, [« Eine Wohnung, eine Frau, ein Roman »], trad. d'Anne Weber, Paris, Christian Bourgois Éditeur, coll. « Littérature étrangère », 2004, 177 p.  (ISBN 2-267-01708-3)[3]
- La Stupeur amoureuse, [« Die Liebesblödigkeit »], trad. d'Anne Weber, Paris, Christian Bourgois Éditeur, coll. « Littérature étrangère », 2007, 207 p.  (ISBN 978-2-267-01891-2)
- Léger mal du pays, [« Mittelmässiges Heimweh »], trad. d'Anne Weber, Paris, Christian Bourgois Éditeur, coll. « Littérature étrangère », 2008, 206 p.  (ISBN 978-2-267-01997-1)

- Prix Kleist 2008
- Le Bonheur par des temps éloignés du bonheur, [« Das Glück in glücksfernen Zeiten »], trad. d'Anne Weber, Paris, Christian Bourgois Éditeur, coll. « Littérature étrangère », 2010, 178 p.  (ISBN 978-2-267-02116-5)[4]
- Une petite lumière dans le frigo, [« Wenn wir Tiere wären »], trad. d'Anne Weber, Paris, Christian Bourgois Éditeur, coll. « Littérature étrangère », 2012, 168 p.  (ISBN 978-2-267-02406-7)

## Distinctions
- 2004 : prix Georg-Büchner
- 2013 : Prix littéraire de Cassel